# Jean Noury
Pour les articles homonymes, voir Noury.
Jean Noury est un homme politique français, né le 19 février 1904 à Saint-Malo, et décédé dans la même ville le 30 mai 1983.

## Biographie
Industriel dans la toile de jute de profession, Jean Noury est élu sénateur d'Ille-et-Vilaine le 26 avril 1959. Il intègre le groupe de l'Union Centriste des Démocrates de Progrès du Sénat.
Jean Noury est réélu pour un second mandat le 23 septembre 1962, Il est alors membre de la commission des affaires culturelles. Par ailleurs lors de sa première législature il fut secrétaire du Sénat.
Jean Noury décide de ne pas briguer un 3e mandat lors des élections de 1971.
Dans les années 1920, il joue au poste de défenseur sous les couleurs de l'US Saint-Martin Rennes, de  la Tour d'Auvergne, des Corsaires malouins et de l'Union sportive servannaise. International français militaires, amateur et B à différentes reprises, il est même convoqué en sélection A en 1927 pour un match contre le Portugal. Il doit cependant décliner cette sélection en raison d'un voyage d'affaires.
Il fut aussi à plusieurs reprises champion de Bretagne de hockey et de basket, tennisman classé ; il prit part à de nombreuses courses-croisières à la voile et possédait un brevet de pilote d'avion.
Son investissement dans le monde du football se poursuit après sa carrière de joueur, puisqu'il devient dirigeant. Il occupe ainsi la présidence de l'US servannaise et malouine de 1935 à 1945. En juin 1958, il succède à Marcel Saupin au poste de président de la Ligue de l'Ouest de football, après avoir intégré son conseil en 1942 et son bureau en 1956. Sous sa présidence, le nombre de clubs affiliés à la Ligue de l'Ouest passe de moins de 1 000 à près de 1 500, alors que le nombre de licenciés fait plus que doubler, passant de 40 000 en 1960 à plus de 100 000 en 1976. Cette même année, en novembre 1976, Jean Noury décide de ne pas se représenter pour la présidence. Il est remplacé par Gilbert Behier. Jean Noury siégea au conseil fédéral de la FFF de 1969 à 1976.
Nommé chevalier de la Légion d'honneur, il meurt le 30 mai 1983, à 79 ans.